# 로곤옥시당탈주

로곤옥시당탈주

로곤옥시당탈주(프랑스어: Région du Logone Occidental, 아랍어: منطقة لوقون الغربي)는 차드 남서부에 위치한 주로, 주도는 문두이며 3개 현(도제현, 라크웨이현, 응구르코소현)을 관할한다.